# ماريو ريبيشي
ماريو ريبيشي (بالإيطالية: Mario Rebecchi)‏ (31 أغسطس 1983 بفوغيرا في إيطاليا - ) هو لاعب كرة قدم إيطالي في مركز الوسط. لعب مع إنتر ميلان ونادي بارما ونادي جنوى ونادي كريمونيسي ونادي ليكو وFidelis Andria 2018 ‏ ونادي لوميتساني وAS Pescina Valle del Giovenco ‏.

## وصلات خارجية
- ماريو ريبيشي على موقع قاعدة بيانات كرة القدم.إي يو (الإنجليزية)